# Řecko na Letních olympijských hrách 2016
Řecko se účastnilo Letní olympiády 2016.

## Medailisté
| Medaile | Jméno                             | Sport                | Soutěž                          |
| ------- | --------------------------------- | -------------------- | ------------------------------- |
| Zlato   | Anna Korakakiová                  | Sportovní střelba    | Ženy 25 metrů sportovní pistole |
| Zlato   | Eleftherios Petrunias             | Sportovní gymnastika | Muži kruhy                      |
| Zlato   | Katerina Stefanidiová             | Atletika             | Ženy skok o tyči                |
| Stříbro | Spyridon Gianniotis               | Plavání              | Muži 10 km maratón              |
| Bronz   | Anna Korakakiová                  | Sportovní střelba    | Ženy 10 metrů vzduchová pistole |
| Bronz   | Pavlos Kagialis Panagiotis Mantis | Jachting             | Muži třída 470                  |